# Топелиус, Сакариас
Захариас (Цакариас, Сакариас, Цахрис, Захрис) Топелиус (швед. Zacharias Topelius, фин. Zachris Topelius, 14 января 1818, Нюкарлебю — 12 марта 1898, Сиббу, Великое княжество Финляндское) — выдающийся шведский писатель и поэт. Проживал в Финляндии, швед по национальности. Исследователь карело-финского и саамского фольклора. Писал на шведском языке. Профессор и ректор Императорского Александровского университета (1875–1878).

## Биография

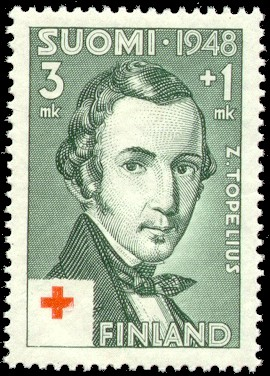
Топелиус на почтовой марке Финляндии

Родился 14 января 1818 года в семье врача и известного собирателя народной поэзии. История семьи сама похожа на старинное сказание. Прапрадед Кристофер Топелиус бежал с матерью во времена Северной войны в 1714 году из Оулу в Мухос, где они скрывались. Казаки всё-таки их нашли и увели мальчика в Россию. Через годы он бежал и пришёл в южную Финляндию, идя всегда на закат солнца. Перебравшись в Стокгольм, он случайно встретил свою мать. Впоследствии эта история семьи подтолкнула Захариаса Топелиуса написать сказку «Берёза и звезда».
Уже в детстве проявились его художественные способности: богатое воображение, наблюдательность, интерес к таинственному и мистическому. В возрасте одиннадцати лет он был отправлен на обучение в школу в Улеаборге (Оулу).
В 1833 году переехал в Гельсингфорс, где познакомился с Юханом Людвигом Рунебергом, стоявшим во главе финского национально-патриотического движения 1830-х годов. Кружок Рунеберга оказал сильнейшее влияние на молодого Топелиуса, предопределив дальнейшее развитие его литературной и общественно-политической деятельности. В 1840 году Топелиус окончил Гельсингфорсский университет, в 1841 стал главным редактором «Гельсингфорсских известий» (швед. Helsingfors Tidningar) и занимал эту должность вплоть до 1860 года. Его публицистика отличалась либеральностью взглядов.
В 1845 году вышел первый из четырёх сборников стихов Топелиуса, «Цветы вереска». В том же 1845 году началась публикация серии книг «История Финляндии в рисунках», выходивших до 1852 года.
В 1847 году он стал доктором исторических наук, спустя ещё семь лет — профессором. Однако пророссийская позиция Топелиуса в период Крымской войны оттолкнула от него наиболее радикально настроенных финнов.
Именно Топелиус первым предложил сделать цветами флага Финляндии белый и голубой. Предложенный им флаг имел три косых синих полосы на белом фоне и белую звезду в центре. Белый цвет обозначал снега, а голубой — озёра.
С 1854 года занимал должность профессора Гельсингфорсского университета, а с 1875 года — также должность ректора того же вуза. В 1878 году оставил обе должности, чтобы всецело посвятить себя литературной работе.
Был награждён золотой медалью Шведской академии за литературные заслуги в 1886 году.
Его дочь Ева стала художницей.

## Творчество
Литературное творчество Топелиуса весьма многообразно. Его лирика глубоко патриотична, пронизана любовью к родине и её природе («Таяние льдов на реке Улео», «Лесные песни», «Зимняя улица» и др.). В более поздних стихах Топелиуса преобладают религиозные мотивы.
Кроме того, Топелиус знаменит исторической прозой: романами, повестями и рассказами, в которых сказалось влияние Вальтера Скотта, Виктора Гюго и датского романиста Бернхарда Северина Ингеманна. Опубликованный в 1850 году роман Топелиуса «Герцогиня Финляндская» стал первой попыткой создания в финской литературе крупного национально-исторического романа. «Рассказы фельдшера» дают художественный очерк об истории Финляндии со времен Густава II Адольфа до Густава III. В 1879 году вышел роман о временах шведской королевы Кристины — «Дети звёзд». Из драматических произведений Топелиуса широкую известность имели трагедия «Регина фон Эммериц» (1853) и драма «50 лет спустя» (1851), в основу которых были положены эпизоды из «Рассказов фельдшера».
В сказке «Как кузнец Пааво подковал поезд» (в другом переводе — «О том, как железная дорога семимильные сапоги получила») нашла отражение поддержка Топелиусом идеи Трансконтинентальной магистрали через Берингов пролив.
В Европе Топелиус известен прежде всего как автор сказок Sagor (1847–1852). В более ранних из них чувствуется некоторое подражание Хансу Кристиану Андерсену, но затем он находит свой собственный оригинальный стиль. 
В 1985 году в СССР вышел мультфильм «Сампо из Лапландии» по сказке Топелиуса «Сампо-лопарёнок».

## Издания
- Топелиус Ц. Сказки: Пер. с швед. / Составление Д. Кобозева. — М.: Книжный клуб «Книговек», 2018. — 560 с.
- Топелиус З. Сказки / Обработала для детей младшего возраста А. Любарская. Стихи в вольном переводе С. Хмельницкого. Оформление художника Т. Цинберг. Рисунки художника Н. Петровой. — Петрозаводск: Госиздат Карело-Финской ССР, 1955. — 96 с.
- Топелиус З. Зимняя сказка / Пересказала А. Любарская; стихи пер. С. Хмельницкого, илл. А. Якобсон. — Л.: Детская литература, 1969. — 300 000 экз.
- Сказки З. Топелиуса: Изд. 4-е, доп. с двумя раскрашенными картинами по акварелям В. Крюкова и 33 рисунками. — Санкт-Петербург: Изд-во Гранстрема, 1903.  — 237 с.
- Топелиус З. Сказки. — Сортавала: Госиздат КФССР, 1955. — 96 с., тираж 150 000 экз.
- Топелиус З. Сказки / В обработке А. Любарской; стихи С. Хмельницкого; рисунки В. Фирсовой, обложка и титул В. Конашевича.— Петрозаводск: Госиздат Карело-Финской ССР, 1948. — 96 с., тираж 75 000 экз.